# Riemeisterfenn

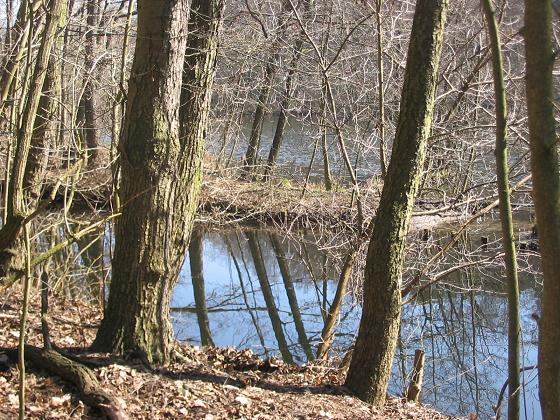
Fennkanal und Rest des Sees

Das Riemeisterfenn ist ein Naturschutzgebiet im Berliner Bezirk Steglitz-Zehlendorf am Rande des Grunewalds. Das Fenn ist eine sumpfig-morastige Niederung des Riemeistersees, der seit Beginn des 20. Jahrhunderts weitgehend verlandet ist und zählt als eines der letzten Berliner Moore zu den Resten der ursprünglichen Vegetation. Es ist Teil der Grunewaldseenkette und verbindet – heute per Kanal – die südwestlich gelegene Krumme Lanke mit dem nördlich anschließenden Naturschutzgebiet Langes Luch.

## Hydrogeologie

### Senkung des Grundwasserspiegels

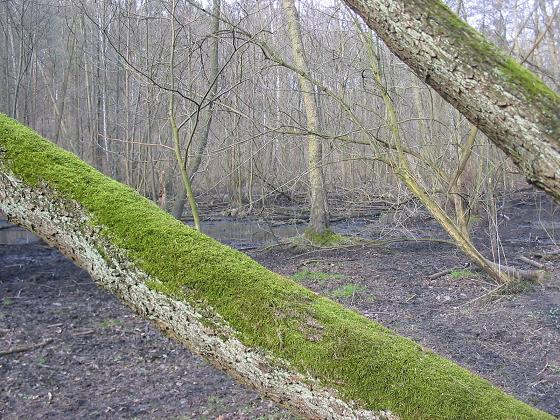
Morastig-sumpfiger Teil

In den 50 Jahren zwischen 1861 und 1910 vervierfachte sich die Berliner Bevölkerung von 500.000 auf über zwei Millionen Einwohner, der Großraum Berlin zählte bei seinem Zusammenschluss im Jahr 1920 knapp vier Millionen Bewohner. Um die Versorgung mit Trinkwasser zu sichern, kam es mit verschiedenen Brunnenbauten zur Entnahme von Grundwasser. Zwar verfügt das geologisch junge Berliner Urstromtal, wie auch die glaziale Rinne der Grunewaldseenkette, über einen hohen Grundwasserspiegel, dennoch sank der Spiegel durch die Entnahmen so weit, dass die Grunewaldseen und -moore keinen Grundwasseranschluss mehr besitzen. 1911 fiel der Riemeistersee trocken, zwei Jahre später begannen die Berliner Wasserwerke mit der auch heute noch notwendigen Maßnahme, der Seenkette Havelwasser zuzupumpen, um die Feuchtgebiete und die Uferbereiche der Seen zu erhalten. An der Nordseite führt der Fennkanal das Wasser am Gelände vorbei zum Langen Luch und zum Grunewaldsee.

### Wasserwerk Riemeisterfenn

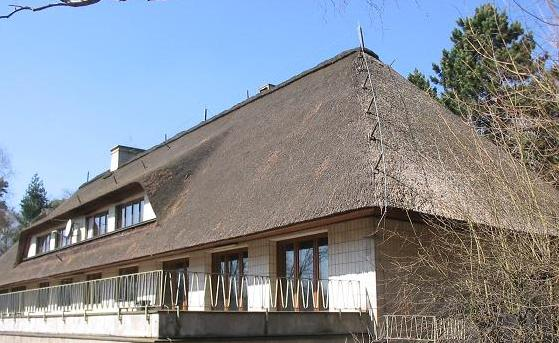
Wasserwerk Riemeisterfenn

Im Jahr 1957 bauten die Wasserwerke am Südwestende des Naturschutzgebietes das Wasserwerk Riemeisterfenn, dessen technische Anlagen zum Schutz der Landschaft mit hohem Kostenaufwand unter die Erde gelegt wurden. Das Gebäude mit seinem riesigen und tief nach unten gezogenen Reetdach vermittelt nicht den Eindruck eines technischen Bauwerkes. Die tägliche Förderungskapazität des 28 Meter tiefen  Horizontalfilterbrunnen mit seinen 13 Filtersträngen und zwei Tauchpumpen liegt bei 20.400 m³ Wasser. Damit trägt das vergleichsweise kleine Werk lediglich rund 2,3 % zur Leistung aller Berliner Wasserwerke bei und dient im Wesentlichen zur Versorgung der Villenviertel in der näheren Umgebung. Dennoch bleibt „das Problem der Grundwasserförderung aus den Wäldern […] bis heute aktuell“, wie Reiner Cornelius 1995 zu einem Statement im Betriebsplan der Berliner Forsten von 1930 resümiert: „Im Grunewald sind z. B. die ursprünglich reichlich vorhandenen Voraussetzungen für den Anbau anspruchsvoller Laubhölzer durch die Grundwasserabsenkungen so verdorben, dass ihre Erziehung heute wirtschaftlich nur auf einem beschränkten Raum zu rechtfertigen wäre.“ In den 1990er Jahren wurde das Wasserwerk bedarfsbedingt stillgelegt. Es war allerdings betriebsbereit und jederzeit wieder einsetzbar. Von 2007 bis 2012 war das Reetdachhaus gastronomisch vermietet, danach stand das Gebäude leer.
Am Abend des 7. November 2018 brach aus bisher ungeklärter Ursache ein Feuer im Reetdach aus. Das Gebäude wurde erheblich beschädigt, das Dach brannte vollständig aus. Es war bereits vor dem Brand geplant, das Gebäude im Rahmen der Wiederinbetriebnahme des Horizontalfilterbrunnens für das Wasserwerk Beelitzhof abzureißen.

## Naturschutz

Schwanenblume
(Butomus umbellatus)

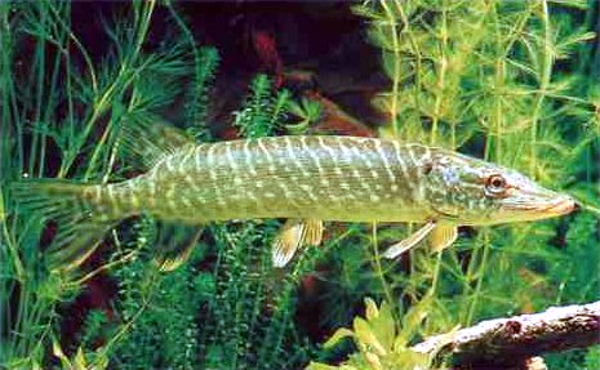
Europäischer Hecht (Esox lucius)

### Schutzzweck und Flora
Das Naturschutzgebiet Riemeisterfenn umfasst eine Fläche von 7,2 Hektar und soll laut Verordnung vom 4. Mai 1987 die „dort noch vorhandene Flora und Fauna mesotropher Moorweiher und Erlenbruchwälder“ erhalten und neue Ansiedlungsmöglichkeiten erschließen. Die Verlandungsvegetation soll sich störungsfrei entwickeln und der Schichtaufbau des Moorgebietes bewahrt werden. Seltene wildwachsende Pflanzen wie das bedrohte Sumpfknabenkraut (Anacamptis palustris) oder die Schwanenblume finden im Riemeisterfenn das nährstoffarme, saure Wasser, auf das sie angewiesen sind. Die Erlenbruchwälder sollen durch wechselnasse Zonen gefördert, gebietsfremde Gewächse wie die Späte Traubenkirsche (Prunus serotina) und der Eschen-Ahorn (Acer negundo) beseitigt werden.

### Dammbruch
Zur konsequenten Umsetzung der Schutzmaßnahmen mit der Schließung des Gebietes zum Moor kam es erst zwölf Jahre später. 1998 wurde durch Senatsverordnung eine Verbindung des Fenns zu den Seen geschlossen, die sich nach einem Dammbruch in den 1960er Jahren gebildet hatte. Diese Maßnahme war umstritten, da sich der ursprüngliche See zum Teil wieder herausgebildet hatte und bereits über eine Population von Aalen, Hechten und Karpfen verfügte. Mit der Wasserzufuhr war wiederum das Biotop Moor mit seinem nährstoffarmen und sauren Wasser und die davon abhängige Flora und Fauna bedroht. Der Berliner Senat gab den seltenen Pflanzen und der Moorbildung den Vorzug, die Fische erstickten nach der Schließung des Damms. Seitdem hat der See allerdings erneut eine erhebliche Ausdehnung erreicht.

## Namensgebung
In Zehlendorf sind neben dem Riemeisterfenn die Riemeisterstraße und die Riemeister-Grundschule nach Riemeister benannt. Der Chronist Fritz Krüger schreibt dazu:

„Im Jahr 1251 verkauften die Markgrafen das Dorf Crummensee an das Kloster Lehnin. Der Abt legte 50 Jahre später das verfallene Dorf mit Zehlendorf zusammen und setzte zur Beaufsichtigung der Wälder und Seen einen Riedmeister ein. Aus ‚Riedmeister‘ wurde ‚Riemeister‘. So wurde der Riemeistersee direkt nach seinem Verwalter benannt und der Name fand Eingang in verschiedene Namensgebungen.“

## Onkel-Toms-Hütte

Schild

Die Onkel-Tom-Straße trennt das Riemeisterfenn im Nordosten vom Langen Luch. Den Namen erhielt die Straße von dem ehemaligen Ausflugslokal Onkel Toms Hütte,⊙ das mit seinem ländlich-rustikalen Charme bei den Berlinern beliebt und berühmt war. Die Stadt erteilte 1884 die Genehmigung zum Bau eines Wirtschaftshauses mit einem massiven Stall, aus dem bereits ein Jahr später das Wirtshaus Riemeister nahe dem Südostufer des zu dieser Zeit noch bestehenden Sees hervorging. Das Wirtshaus sollte die Versorgungslücke im Ausflugsverkehr zwischen den Lokalen Fischerhütte am Schlachtensee und Paulsborn am Grunewaldsee schließen. Die reetgedeckte Holzhalle mit Kaffeegarten animierte den Berliner Volksmund schon bald zum Namen Onkel Toms Hütte, der sich dann auch durchsetzte. 1978 kam es zum Abriss des bereits längere Zeit baufälligen Gebäudes, das Gelände wird heute von einem, wiederum gleichnamigen, Reiterverein genutzt, der auf seinem Gelände eine öffentliche Reiterschänke betreibt.
Auch der 1929 eröffnete und rund 700 Meter östlich gelegene U-Bahnhof Onkel Toms Hütte wurde nach dem Ausflugslokal benannt.